# SK Přepychy
SK Přepychy (celým názvem Sportovní klub Přepychy) je český fotbalový klub, který sídlí v Přepychách. Své domácí zápasy odehrává na Hujer Aréně.

## Historie
Klub SK Přepychy byl založen v roce 1933. V sezóně 2000/2001 se klubu podařilo postoupit do Krajského přeboru, avšak v sezóně 2010/2011 sestoupil. Mezi legendy fotbalového klubu patří Tomáš Rejzek, Martin Mach a Ondřej Mach.

## Náš fotbal živě
SK Přepychy a TJ Sokol Voděrady byly vybrány v soutěži Náš fotbal živě a dne 21. 10. 2023 bylo fotbalové derby živě vysíláno stanicí ČT sport. Utkání skončilo remízou 3:3.